# Stromová kaple

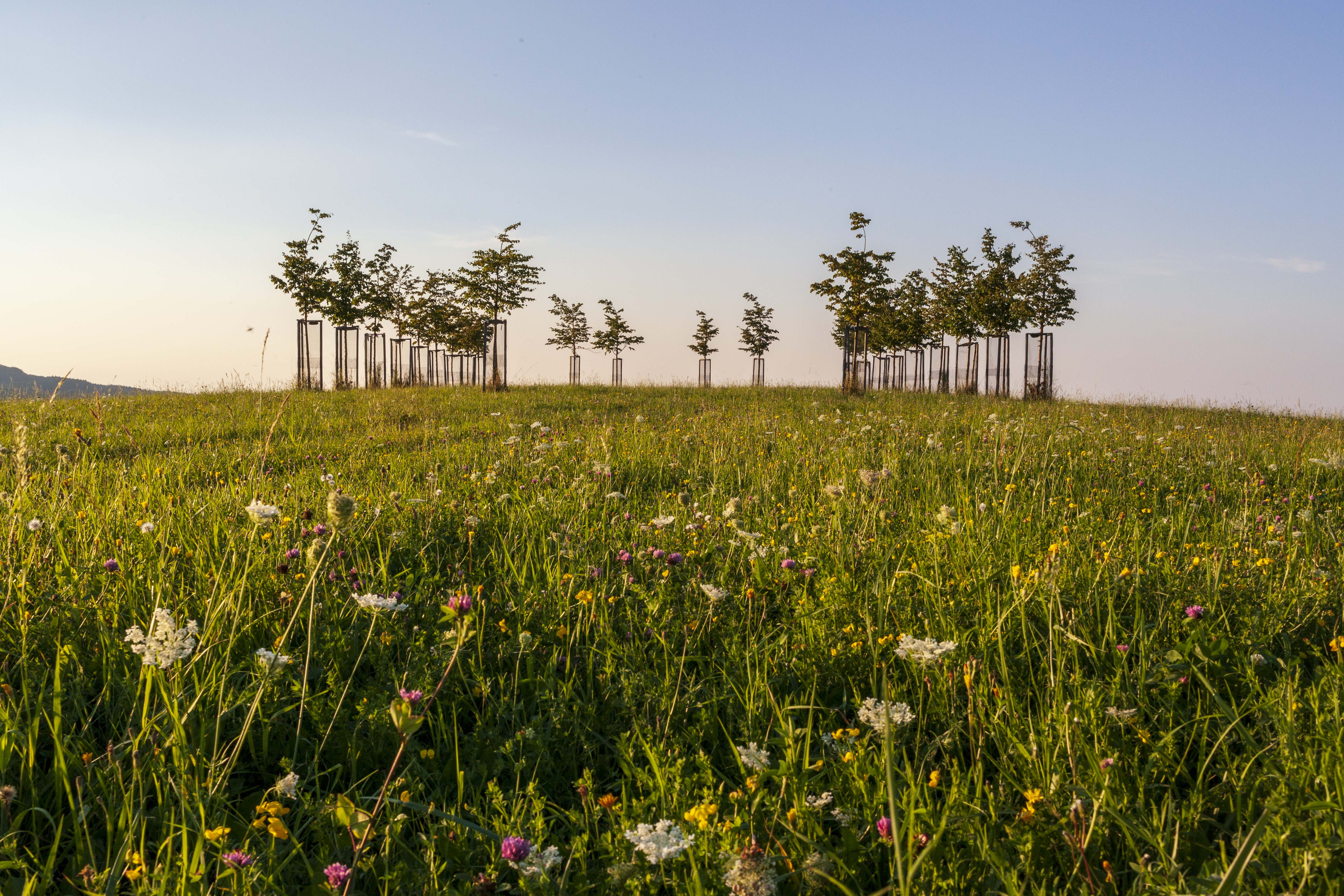
Stromová kaple v Nové Lhotě

Stromová kaple je novodobá forma sakrální architektury v krajině. Jedná se o stromy vysazené blízko sebe ve tvaru tradičním pro kaple nebo kostely. Kaple mohou vznikat na místech, kde kaple nebo kostely dříve stály nebo na místech nových.
S ohledem na růst stromů se předpokládá, že kmeny v budoucnu vytvoří sloupoví a proplétající se větve klenbu kaple.

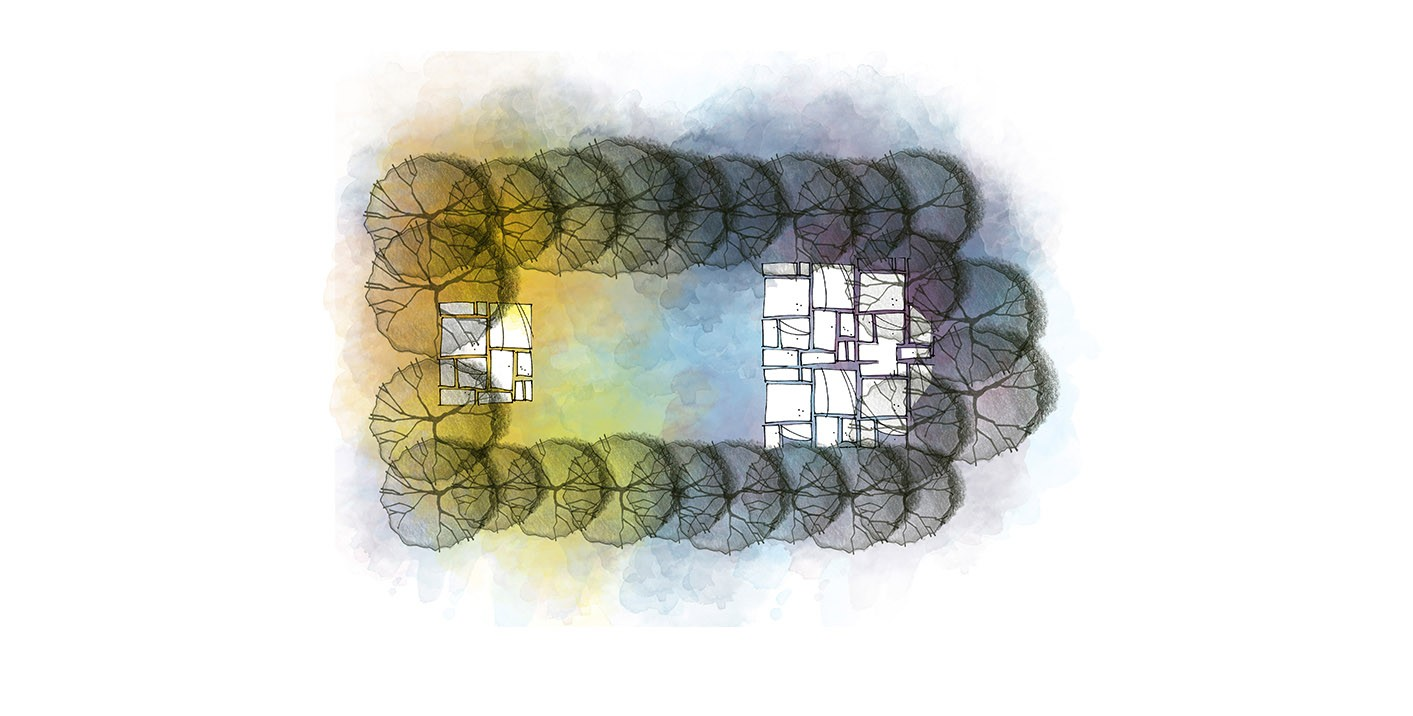
Půdorys stromové kaple - kaple vnitřního ticha v Nové Lhotě

První stromová kaple byla realizována v roce 2016 jako Kaple vnitřního ticha z iniciativy spolků naOkraji a Větvení u obce Nová Lhota v okrese Hodonín v Jihomoravském kraji. Autorkou filozofie a návrhů stromových kaplí je krajinářská architektka Hana Matějková.

## Filozofie stromových kaplí
Stromové kaple jsou experimentem soudobého duchovního prostoru čitelného a užitného i pro českou sekulární společnost, ve které je neobyčejně hluboko zakořeněn motiv lásky k přírodě. Stromové kaple jsou architekturou, kterou v plné kráse uvidí až příští generace.[zdroj⁠?!]
Stromové kaple pracují s tezí, že architekturu nemusí tvořit zdi, ale živé organismy; že architektura nemusí být statická, ale dynamická a proměňující se.[zdroj⁠?!]

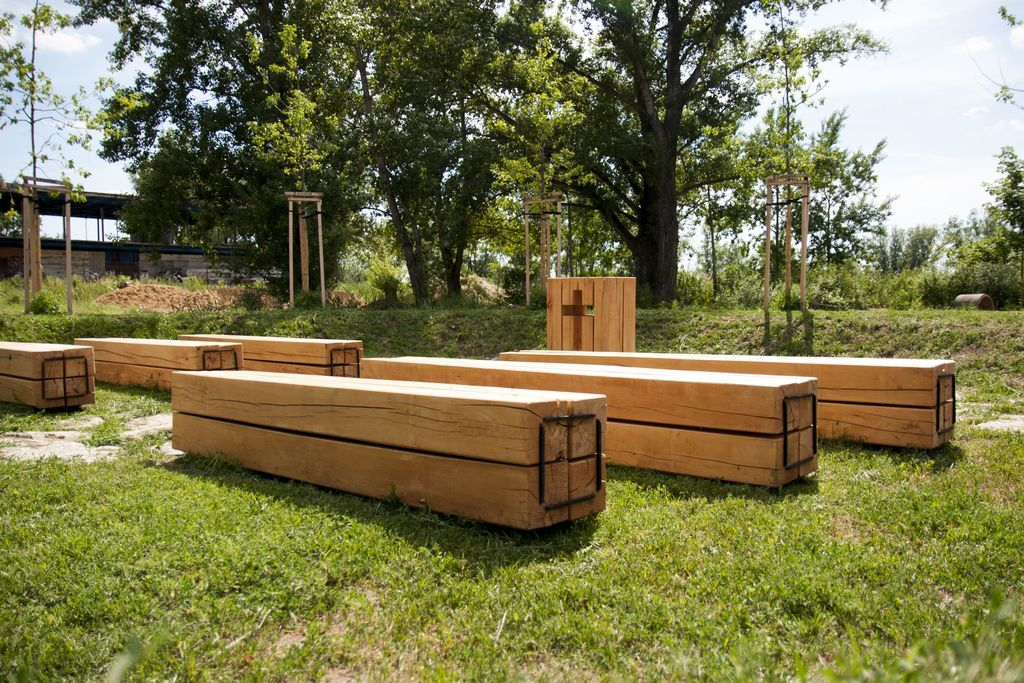
Stromová kaple ve hvězdách

## Realizované stromové kaple
- Kaple vnitřního ticha - Nová Lhota (2016, lípy)[2]
- Kaple ve hvězdách - Lanžhot (2017, duby)[6]
- Kaple věčného pramene - Brno-Medlánky (2018, buky)[7]
- Kaple v Moutnicích - Moutnice (2017, duby)
- Sluneční kaple na Pohořsku - Pohoří (2017, habry)
- Kaple ve větru - Radějov (2016, jeřáby)
- Stromová kaple Hýsly - Hýsly (2020, lípy)[8]
- Kaple souznění - Luběnice (2022, třešně, lípy)[9]